# Ottmar Edwin Strauss
Ottmar Edwin Strauss (* 19. Mai 1878 in Mülhausen, nach anderen Quellen in Ludwigshafen; † 25. August 1941 in Zürich) war ein deutsch-jüdischer Industrieller.

## Leben
Strauss wurde als jüngstes von acht Kindern aus erster Ehe seines Vaters Emanuel, eines Ludwigshafener Eisenwarenhändlers und Bauunternehmers, geboren. Aus der zweiten Ehe seines Vaters hatte er noch drei Halbgeschwister. Nach dreimaligem Hinauswurf aus „Erziehungseinrichtungen“ schloss er schließlich im Jahre 1893 seine Schulausbildung mit dem Einjährigen in Frankfurt am Main ab. Im Anschluss begann er eine Ausbildung in der väterlichen Branche. Um die Jahrhundertwende zog er nach Köln und trat als Angestellter in die Eisenwarengroßhandlung Nathan Pelzer Wwe. in Rodenkirchen bei Köln ein, in der auch Otto Wolff beschäftigt war. Beide beschlossen sich zu verselbständigen und gründeten zu diesem Zweck am 25. Juni 1904 in Köln die Eisenwarengroßhandlung Otto Wolff, Keimzelle des späteren Otto-Wolff-Konzerns in Köln. Strauss war an der Firma bis zu seinem Ausscheiden mit 42,5 % beteiligt. Nachdem das Unternehmen in den folgenden Jahren erheblich gewachsen war, wurde Strauss im Ersten Weltkrieg als Geheimer Regierungsrat mit der Lieferung von Munition an das verbündete Osmanische Reich betraut. Als der Konzern nach Kriegsende vor allem im Bereich der Stahlindustrie und des Stahlhandels weiter wuchs, gehörte Strauß zu den führenden Industriellen der Weimarer Republik. Er gründete die Strauss-Stiftung und unterstützte nach dem Ersten Weltkrieg notleidende Mitbürger. Er besaß außerdem seit 1924 den Fronhof in Heisterbacherrott, seit 1919 Haus Heisterberg am Petersberg und die vormalige Villa Stollwerck in Köln. Zusammen mit seiner Frau Emma hatte Strauss drei Kinder, die Töchter Lotte und Erika, die den Maler Fritz Kronenberg heiratete, und den Sohn Ulrich.

## Zeit des Nationalsozialismus
In der Zeit des Nationalsozialismus wurde er im Zuge der „Arisierung“ gezwungen, die Konzernführung zu verlassen und seinen Anteil am Unternehmen durch einen Verkauf weit unter Wert an Otto Wolff abzugeben. Strauss besaß eine bedeutende Kunstsammlung, die er zur Finanzierung der Ausreise aus Nazideutschland 1934 und 1935 vom Auktionshaus Hugo Helbig versteigern ließ. Nach seiner Emigration  in die Schweiz am 29. Dezember 1936 gelang es ihm, die Auswanderung seines Sohnes Ulrich Strauss in die Vereinigten Staaten zu organisieren.
Im Mai 2024 sind aus der durch den zwangsweise erfolgten Verkauf seiner Sammlung drei chinesische Porzellanvasen als NS-Raubkunst an die Erben von Strauß zurückgegeben worden.